# Copa Santa Catarina
De Copa Santa Catarina is de staatsbeker voor voetbalclubs uit de Braziliaanse staat Santa Catarina. De competitie wordt georganiseerd door de FCF. Het is na het Campeonato Catarinense de belangrijkste voetbalcompetitie in de staat. Nadat de competitie een aantal jaar in de jaren negentig gespeeld werd keerde deze terug in 2006. In 2007 plaatste de winnaar zich voor de Série C van het jaar erop. Van 2007 tot 2010 nam de winnaar ook deel aan de Recopa Sul-Brasileira. Vanaf 2010 mocht de winnaar ook aantreden in de Copa do Brasil van het jaar erop.

## Winnaars
- 1990 -  Figueirense
- 1991 -  Araranguá
- 1992 -  Brusque
- 1993 -  Criciúma
- 1994 - Niet gespeeld
- 1995 -  Avaí
- 1996 -  Figueirense
- 1997 - Niet gespeeld
- 1998 -  Tubarão
- 1999-2005 - Niet gespeeld
- 2006 -  Chapecoense
- 2007 -  Marcílio Dias
- 2008 -  Brusque
- 2009 -  Joinville
- 2010 -  Brusque
- 2011 -  Joinville
- 2012 -  Joinville
- 2013 -  Joinville
- 2014-2016 - Niet gespeeld
- 2017 -  Atlético Tubarão
- 2018 -  Brusque
- 2019 -  Brusque
- 2020 -  Joinville
- 2021 -  Figueirense
- 2022 -  Marcílio Dias
- 2023 -  Marcílio Dias
- 2024 -  Concórdia